# Cratere Stadius
Stadius è un cratere lunare di 68,48 km situato nella parte nord-occidentale della faccia visibile della Luna.